# 維拉維拉尼山 (拉雷卡哈省)
15°42′54″S 68°32′57″W / 15.71500°S 68.54917°W
維拉維拉尼山（Wila Wilani），是玻利維亞的山峰，位於該國西部拉巴斯省的拉雷卡哈省，處於玻利維亞瑞阿爾山脈以北，屬於安第斯山脈的一部分，海拔高度4,818米。